# Marcus Antonius
För andra betydelser, se Marcus Antonius (olika betydelser).

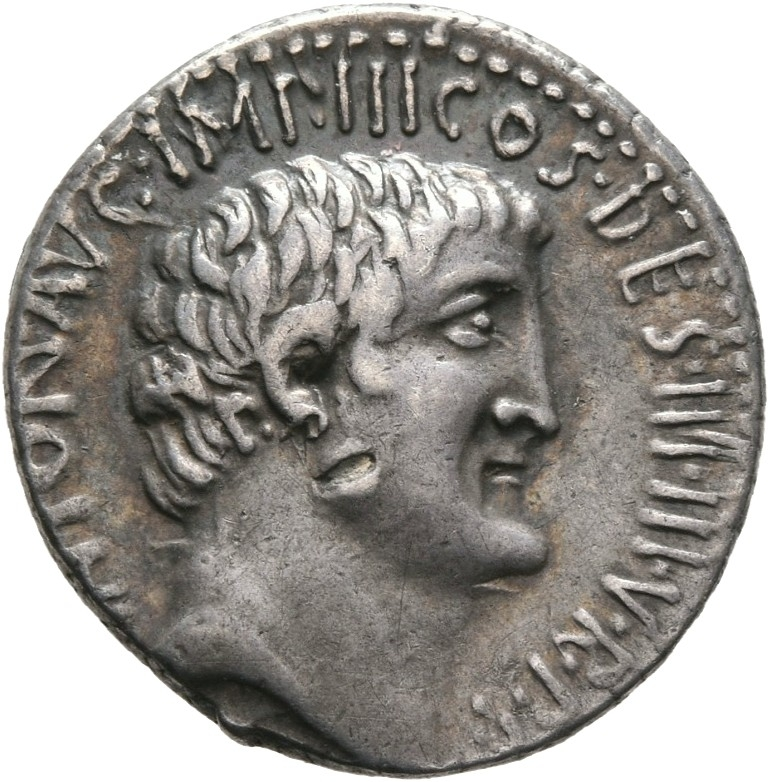
Mynt av Marcus Antonius och Marcus Silanus.

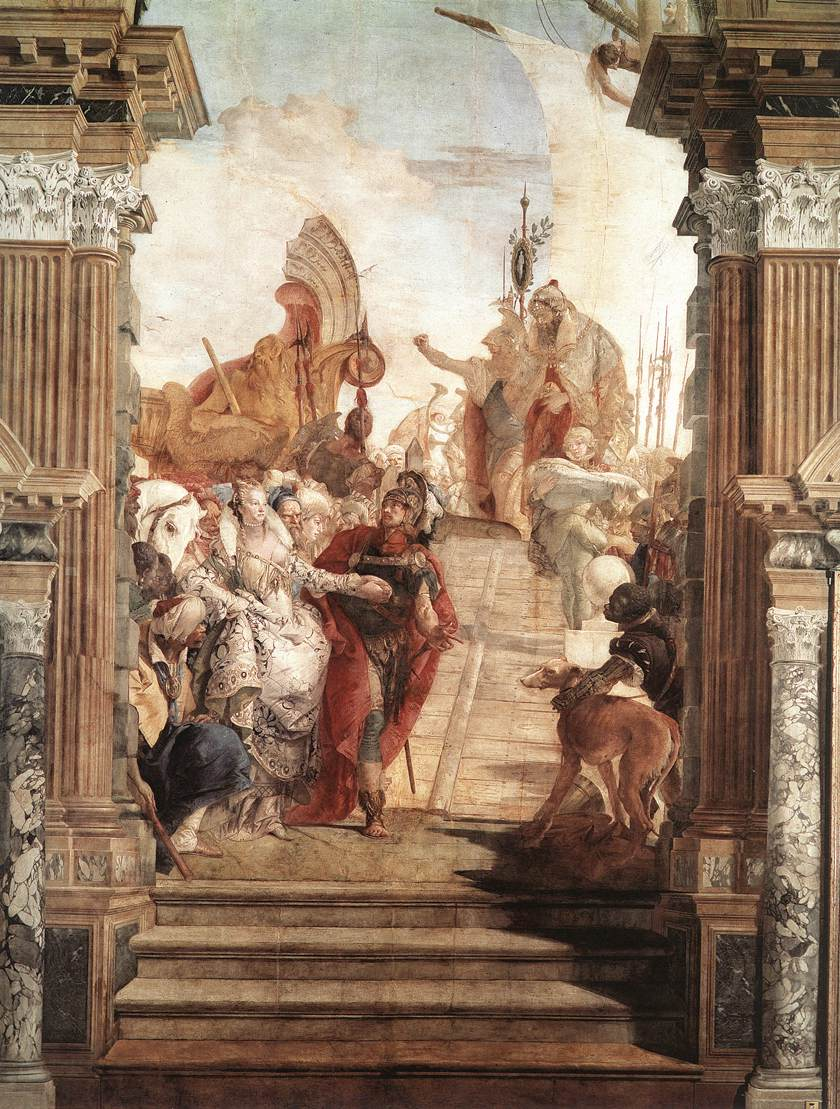
Mötet mellan Antonius och Kleopatra (1746–1747), målning av Giovanni Battista Tiepolo.

Marcus Antonius, född 83 f.Kr. i Rom, död 1 augusti 30 f.Kr. i Alexandria, var en romersk politiker och fältherre. Han stod Julius Caesar mycket nära som general och administratör och bildade efter dennes död år 44 f.Kr. en militärdiktatur tillsammans med Caesars adoptivson Octavianus och Marcus Aemilius Lepidus, i dag känt som det andra triumviratet.
Triumviratet splittrades 33 f.Kr.. Ökande motsättningar mellan Antonius och Octavianus ledde till ett blodigt inbördeskrig. Antonius, som stöddes av Egypten, besegrades i slaget vid Actium och övergavs därefter av sina allierade. Han begick självmord följande år i Alexandria, och hans älskarinna, drottning Kleopatra, följde honom kort därefter.

## Ungdom
Marcus Antonius föddes i Rom omkring 83 f.Kr.. Genom sin mor, Julia Antonia, var han en avlägsen släkting till Julius Caesar. Antonius far, också med förnamnet Marcus, avled tidigt i den unge Antonius liv. Hans mor gifte om sig med Publius Cornelius Lentulus Sura, en nära vän till den konservative politikern Marcus Tullius Cicero. Lentulus avrättades senare av Cicero för att ha deltagit i förberedelser till en statskupp ledd av Ciceros politiske motståndare, Lucius Sergius Catilina.
Antonius tidiga liv var upproriskt. Enligt Plutarkos tillbringade han sina tonår på Roms gator, ofta i sällskap med den framtide upprorsmakaren Publius Clodius Pulcher, en revolutionär och Ciceros nemesis. Vänskapen med Clodius upphörde snart eftersom han inledde ett förhållande med dennes hustru, Fulvia. Antonius var väl känd även i Roms övre kretsar som en notorisk sexualmissbrukare som förblandade sig i sexuella skandaler i tidig ålder tillsammans med sina vänner och han missbrukade tidigt alkohol. Enligt Plutarkos hade Antonius före 20 års ålder samlat på sig skulder värda miljontals sestertier.
För att undfly livet i Rom och sina borgenärer flydde Antonius någon gång vid denna tidpunkt till Grekland där han studerade retorik. Efter en kort tid undervisad av filosofer i dåtidens lärdomssäte Aten fick han en tjänst hos Aulus Gabinius, guvernören av Syrien. Detta i anslutning till Pompejus pågående krig mot kungariket Judéen, som vid den här tidpunkten var självständigt efter ett uppror mot Alexander den stores ättlingar seleukiderna. Under kriget fick Antonius möjlighet att slåss på egyptiernas sida och han visade framgång under strider i Judéen och Syrien som framgångsrik rytterigeneral, känd för sitt dödsförakt och mod.

## Caesars högra hand
År 54 f.Kr. reste Antonius till Gallien där Julius Caesar, som guvernör över nuvarande Provence, bedrev ett erövringståg genom hela dagens Frankrike och Belgien. Här fick han möjlighet att än mer visa sin kapacitet och blev en av Caesars närmaste vänner, om än ofta tillrättavisad av generalen för sitt förakt och moraliska vårdslöshet. Antonius insats var en av de mest bidragande till Caesars slutgiltiga seger 52 f.Kr.
Under de första dagarna av år 49 f.Kr. skulle Caesars kommando som guvernör över Gallien upphöra. Caesar hade ställt krav att hans tidigare allierade i Rom, Pompejus, samtidigt skulle avgå som befälhavare för trupperna i Italien. Pompejus vägrade och senaten beslöt att Caesar skulle betraktas som statsfiende om han inte avgick som befälhavare för sina trupper. Inför risken att bli lönnmördad eller ställd inför rätta av de ultrakonservativa senatsmedlemmarna, som fruktade Caesars makt, valde denne svärdets väg. Den 10 januari korsades gränsfloden Rubicon och inbördeskriget inleddes. Under de följande åren stödde Antonius Caesar fullhjärtat. Han ledde den vänstra flygeln i slaget vid Farsalos, där Pompejus besegrades, och styrde därefter i Rom som Caesars ställföreträdare. År 45 f.Kr. slogs det sista motståndet ner i Spanien och Caesar återvände hem till Rom som segrare. Under åren som gått hade Caesar slagits i Grekland, Egypten, Mindre Asien, Tunisien och Spanien två gånger och konstant visat sin överlägsenhet inför sina motståndare. Han hade även inlett ett förhållande med sin allierade, tronpretendenten Kleopatra VII, och fått ett barn med henne, Caesarion. Som dictator sedan han bemäktigat sig Rom utsåg Caesar Antonius till magister equitum, sin närmaste man.
I februari 44 f.Kr. lät sig Caesar, som hade sett till att bli utnämnd till dictator varje år sedan år 49 och dictator för tio år under år 46, utses till dictator perpetuus: innehavare av detta extraordinära ämbete på livstid. Snart därefter erbjöd Antonius offentligt Caesar ett diadem, symbolen för kungamakt, vilken han demonstrativt avvisade tre gånger. Händelsen var säkerligen iscensatt av Caesar själv för att lugna de politiska motståndare som fruktade att han stod i beråd att formellt återinföra den år 509 f.Kr. avskaffade och hatade monarkin. Detta lyckades inte: den femtonde följande månad mördades han i en sammansvärjning av ett stort antal senatorer, där Cassius och Brutus var ledande. Antonius sägs ha flytt staden klädd till slav men återvände kort därefter för att tala vid Caesars begravningståg samma månad. De breda massornas stora respekt för den döde diktatorn underblåstes skickligt till ett massivt hat genom en rad skickliga orationer av Antonius. Efter de sammansvurnas flykt blev han den i realiteten mäktigaste mannen i Rom, vid sidan om den mer moderate generalen Marcus Aemilius Lepidus ledande i att hysa legionernas respekt. Detta var av mycket stor betydelse, eftersom Caesar lämnat efter sig hundratusentals veteraner från inbördeskriget som längtade efter en ny ledare.

## Republikens fiende
I Rom rådde politiskt kaos och snart hade de sammansvurna som flytt Rom tagit kontroll över de östra provinserna, från Grekland till Syrien. De erhöll finansiellt stöd av Egypten och Kleopatra och fick soldater från Parthien, Roms ärkefiende. I ett gränsintermezzo i dagens Albanien stupade Antonius bror Gajus. Senaten fruktade att den moraliskt försupne och reaktionäre Antonius skulle gripa makten, men sedan Caesars testamente öppnats avslöjades en ny kandidat, Octavianus. Octavianus var diktatorns systerdotters son, som adopterades som Caesars son och erhöll hans hus och större delen av hans pengar. Lepidus utnämndes till pontifex maximus, överstepräst. Antonius tvingade till sig befäl över de två galliska provinserna och legionerna där. Sedan senaten allierat sig med Octavianus lyckades man förklara Antonius som statsfiende, och ett kort inbördeskrig utbröt där Octavianus snart lyckats avancera till befälhavare. Denne bröt oväntat med senaten, som dominerades av Cicero, och slöt tillsammans med Lepidus och Antonius en pakt, senare känd som det andra triumviratet (där det första åsyftat Caesar, Pompejus och Crassus). Då dessa tre, som helt dominerade militären och folkets inflytande, tågat in i Rom bildades en militärjunta - officiellt sanktionerad av senaten - bestående av Antonius, Octavianus och Lepidus. Hundratals politiska fiender, däribland Cicero, proskriberades och mördades. Samma öde drabbade tusentals andra som inte stödde triumviratets politik.

## Triumviratet

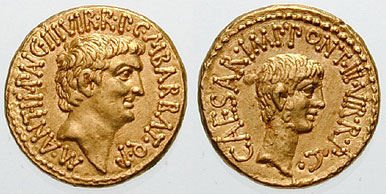
Mynt föreställande Macus Antonius och Caesar Octavianus

Med kontroll över Rom och västern lät triumviratet, där Antonius var dominerande, rusta upp en armé om uppskattningsvis 30 legioner och tågade mot östern, där motståndarna samlat en nästan lika stor här. De två styrkorna möttes vid Filippi, där triumvirerna vann en knapp seger och kort därefter lyckades ta kontroll över hela riket. Under tiden hade Antonius andra bror Lucius tillsammans med hans svägerska Fulvia, Antonius hustru, gjort uppror och tagit kontroll över Rom. Octavianus krossade upproret medan Antonius förde förhandlingar med Egyptens drottning Kleopatra, som misstänktes för att ha stött Caesars mördare finansiellt. De två möttes i Tarsus i östra Turkiet och inledde ett förhållande som skulle gå till världshistorien. Hon födde honom tre barn under åren som kom. Efter ett års dröjsmål återvände Antonius till Rom, där hans hustru dött i samband med upproret.
I den delning som följde fick Lepidus Spanien och dagens Tunisien, Octavianus fick Italien och Gallien och Antonius fick östern. Antonius hade stöd av en majoritet av legionerna och ett överlägset finansiellt läge. I östern bedrev han ett krig mot partherna i dagens Iran, som tagit vara på läget och erövrat stora områden i Syrien och Mindre Asien. Det var nu som den senare ökände Herodes kom till makten som Antonius lydkung i Judeen. Fälttåget mot själva Parthien fördes med växlande framgångar och i Rom började alliansen att krackelera. Ett långvarigt uppror under Pompejus son Sextus bekämpades med stor ansträngning av Lepidus, som med hänvisning till sin ineffektivitet avsattes av Octavianus, vilken därmed tog kontroll över även dennes provinser. Hans position i Italien gav ett fördelaktigt läge för tillgång av nya rekryter, och sedan Antonius skilt sig från Octavianus syster för att gifta sig med Kleopatra lät Octavianus piska upp en opinion mot Antonius i senaten och folkförsamlingarna. Då Antonius vid ett triumftåg i Alexandria skänkt bort stora områden till sina barn med den egyptiska drottningen var måttet rågat för senaten. Octavianus lät utfärda en krigsförklaring och tog själv befälet.

## Det sista inbördeskriget
Allierad med Egypten förfogade Antonius över en väldig flotta och armé, men sedan Octavianus med hjälp av sin vän och amiral Marcus Agrippa lyckats inta städer som tillhörde Antonius och lägga en blockad mot dennes flotta i västra Grekland vändes opinionen mot den senare. I slaget vid Actium misslyckades Antonius att bryta blockaden och flydde ut till havs sedan Kleopatra gjort detsamma. Antonius soldater gick i massor över till Octavianus, och när denne elva månader senare dök upp med sina överlägsna styrkor utanför den egyptiska huvudstaden utkämpade Antonius en sista hopplös strid. Sedan han fått ett falskt bud om att Kleopatra begått självmord följde han henne genom att störta på sitt svärd, men misslyckades med att genast avsluta sitt liv. Efter att tjänare funnit honom och fört honom till hans älskarinna dog han i hennes armar. Sedan Octavianus tågat in i Alexandria och fängslat Kleopatra följde hon Antonius i döden några dagar senare. Caesarion och Antonius äldsta söner med Fulvia och Kleopatra avrättades på Octavianus order, dottern giftes bort med Mauretaniens kung och om den yngste sonen nämns inget men troligen dog han i fångenskap. Genom sina döttrar med Octavianus syster Octavia; Antonia den äldre och Antonia den yngre var Antonius stamfader för kejsarna Caligula, Claudius och Nero.
Antonius och Kleopatra hade tre barn tillsammans: Alexander Helios (Solen), Kleopatra Selene (Månen) och Ptolemaios Philadelphus.
Med sin hustru Fulvia, som dog 40 f.Kr., fick han sönerna Marcus Antonius Antyllus Creticus och Iullus Antonius Creticus. Båda avrättades genom Octavianus försorg; Antyllus vid Alexandrias fall 30 f.Kr, Iullus under skandalen involverande dottern Julia 2 f.Kr.